# جون هابارد ريتش
جون هابارد ريتش (بالإنجليزية: John Hubbard Rich)‏ هو رسام ورسام توضيحي أمريكي، ولد في 5 مارس 1876 في بوسطن في الولايات المتحدة، وتوفي في 1954.

## وصلات خارجية
- جون هابارد ريتش على موقع أوليمبيديا (الإنجليزية)